# Дункер Лавалье, Луис
Луис Дункер Лавалье (исп. Luis Duncker Lavalle; 15 июля 1874, Арекипа — 29 октября 1922, Арекипа) — перуанский композитор. Брат Роберто Дункера Лавалье, внучатый племянник генерала Хуана Гало Лавалье и далёкий потомок Эрнана Кортеса.
Получил домашнее музыкальное образование вместе с братом (первоначально играл на скрипке), изучал многочисленные иностранные языки и математику, подростком работал ассистентом Уильяма Генри Пикеринга в Арекипской обсерватории.
Автор многочисленных сочинений, преимущественно фортепианных, в которых музыкальный фольклор перуанских индейцев аранжирован с использованием романтического музыкального языка. Среди наиболее известных произведений Дункера Лавалье — вальсы «Индейские флейты» (исп. Quenas) и «Свет и тьма» (исп. Luz y sombra).
Был женат на Марии Льоса Бустаманте, сестре деда Марио Варгаса Льосы.
Имя Дункера Лавалье носит консерватория в Арекипе и перуанская национальная премия в области музыки.